# Topje van de Mont Blanc

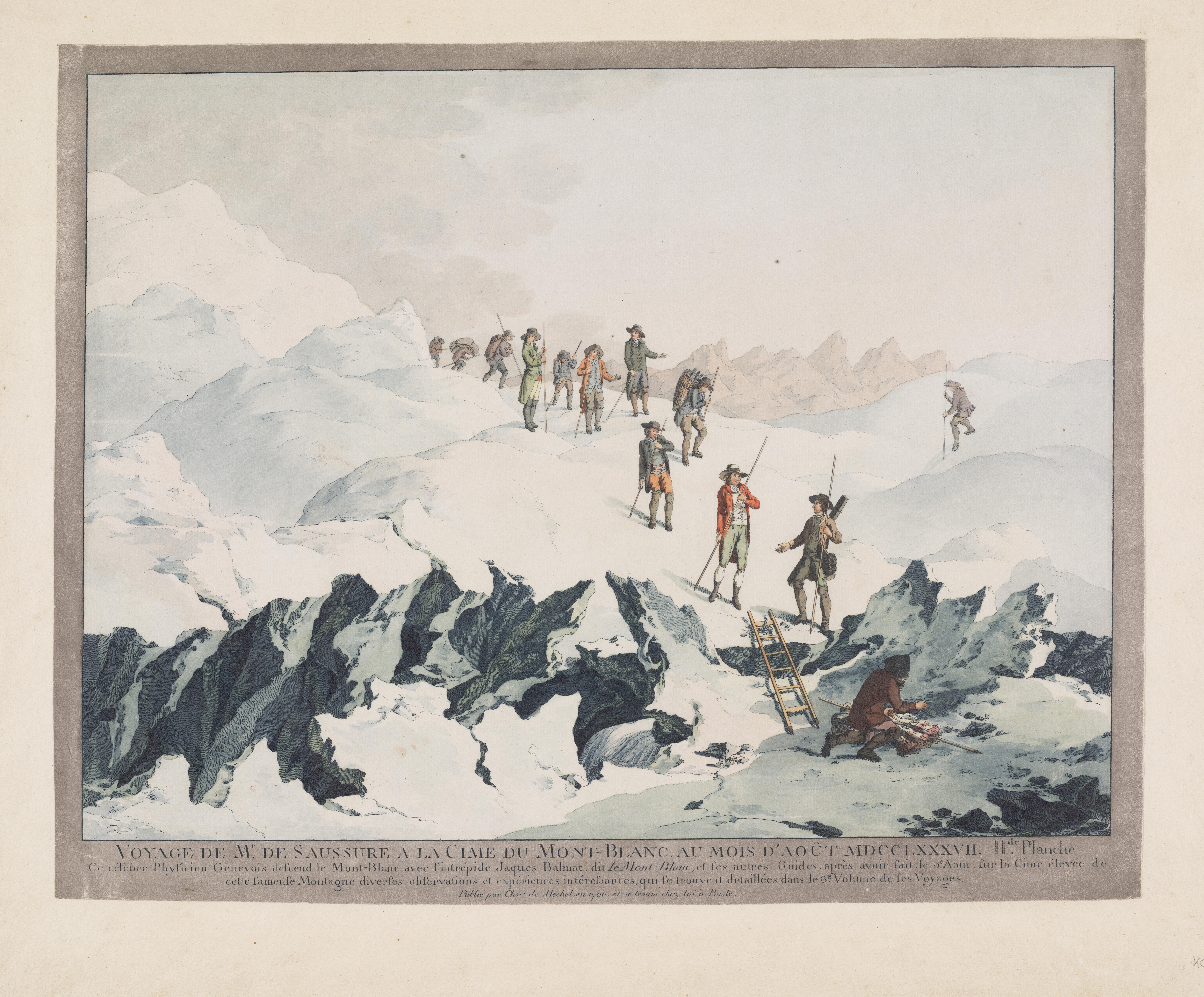
Afdaling van de Mont-Blanc in 1787 door H.B. de Saussure
Kopergravure door Christian von Mechel

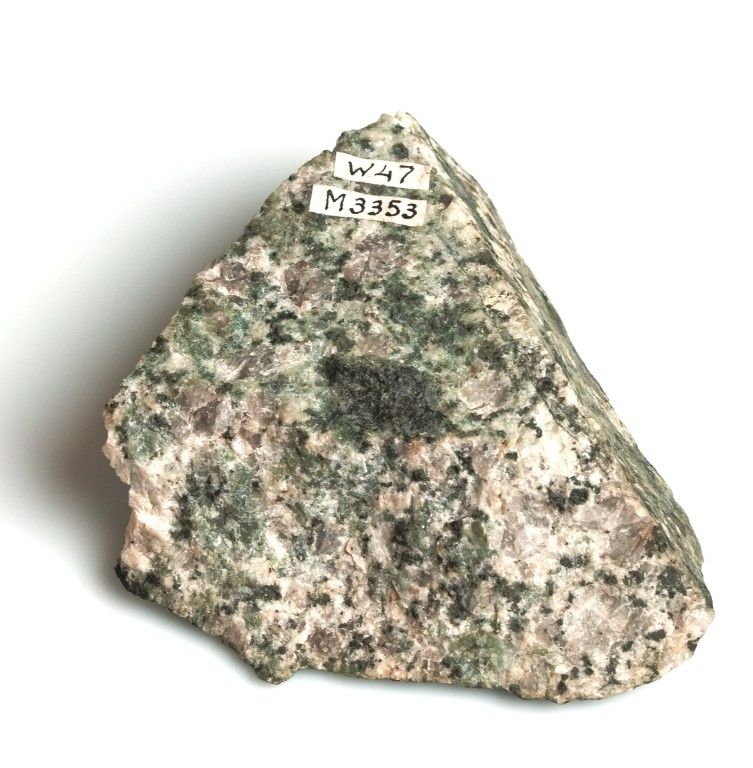
Het 'topje van de Mont Blanc' (biotiet-graniet)

Het topje van de Mont Blanc is een museumstuk dat te bezichtigen is in Teylers Museum. Anno 2012 is het onderdeel van de collectie in de Ovale Zaal. Het stuk steen is door de Zwitserse geoloog en natuurwetenschapper Horace-Bénédict de Saussure meegenomen na zijn eerste beklimming van de hoogste berg van Europa, de Mont Blanc, op 3 augustus 1787. Het zou gaan om het hoogste ijsvrije stukje steen op de berg.
De beklimming is de vroegst bekende expeditie die erin slaagde om de top van de Mont Blanc te bereiken, en werd uitgevoerd door een team van rond de 20 mensen, waaronder De Saussure, zijn knecht en enkele gidsen en dragers. De Saussure had een verzameling wetenschappelijke apparatuur meegenomen op de expeditie, waaronder een barometer en thermometer.
De beklimming was dan ook een wetenschappelijke expeditie, waarbij De Saussure onder andere onderzoek deed naar het kookpunt van water op verschillende hoogten (waarvoor het nodig was om de hoogte bij ieder van zijn experimenten nauwkeurig te bepalen), door te meten hoelang het duurde voor een vaste hoeveelheid water kookte op een alcoholbrander. Voor dit experiment bepaalde hij de hoogte van de berg op 4775 meter. Dit bleek later slechts 32 meter minder te zijn dan de anno 2012 bekende hoogte van 4807 meter. Zijn bepaling van het kookpunt van water op de top van de berg bleek zelfs nog nauwkeuriger, en week slechts 0,1 kelvin af van het nu bekende kookpunt bij die atmosferische druk.
Toen de beklimming werd uitgevoerd, was Teylers Museum net geopend (in 1784), en werd er serieuze vooruitgang geboekt in het onderzoek naar gesteenten en mineralen. Dat De Saussure hier een belangrijke rol in speelde, blijkt wel uit het feit dat de term geologie van hem afkomstig was - en niet geheel verrassend werd deze tak van wetenschap juist in deze periode populair. Het jonge museum had als doelstelling kennis over kunst en wetenschap bijeen te brengen en toegankelijk te maken. Ook op het gebied van de nieuwe wetenschap geologie werd actief verzameld.
In 1799, ruim een decennium na de klim, kocht Martinus van Marum, directeur van Teylers Museum, voor negen gulden een maquette aan van de Mont Blanc (in 1787 gemaakt door de Zwitser Charles François Exchaquet), waarop ook de expeditie te zien was. De maquette wordt gezien als een getrouwe weergave van de berg en de nabijgelegen vallei van Chamonix en is met 100×64×35 cm op een schaal van 1:15.000. De kleuren zijn echter niet bepaald getrouw, maar vooral informatief bedoeld. Hoewel er meerdere maquettes geproduceerd zijn, zijn er anno 2012 nog maar twee bekend - een ervan bevindt zich in Teylers Museum, de ander in het Muséum d'histoire naturelle de la Ville de Genève.
Daar zou het niet bij blijven: in de jaren erna kocht Van Marum meer voorwerpen aan die met de expeditie te maken hadden. Hij schafte enkele voorwerpen aan die bij de klim hoorden, maar ook tekeningen en gravures van het uitzicht en de expeditie. In 1802 kocht het museum een verzameling met geologische monsters aan van Theodore de Saussure, de zoon van de beroemde geoloog, uit diens vaders verzameling. Hieronder bevond zich ook het Topje van de Mont Blanc, dat nu samen met andere stenen tentoon wordt gesteld in het centrale kabinet in de Ovale Zaal.

## Trivia
- In 2007 werd er een (fictieve) korte film gemaakt over een poging om het topje terug naar de Mont Blanc te brengen.[5]